# William Cowhig
William Cowhig (Maesteg, Bridgend, Wales, 1887. április 5. – Rugby, Warwickshire, Nagy-Britannia, 1964. augusztus 16.) olimpiai bronzérmes brit tornász.
Három olimpián vett részt. Az első az 1908-as nyári olimpia volt. A csapat összetettben nyolcadikok lettek. Négy évvel később az 1912-es nyári olimpián már bronzérmes lett a csapat összetettben. Az első világháború után, az 1920-as nyári olimpián az ötödik helyen zártak csapat összetettben.